# (13010) Germantitov
(13010) Germantitov ist ein Asteroid des Hauptgürtels, der am 29. August 1986 von der ukrainisch-sowjetischen Astronomin Ljudmyla Schurawlowa am Krim-Observatorium (IAU-Code 095) in Nautschnyj entdeckt wurde.
Der Asteroid wurde am 19. September 2005 nach dem sowjetischen Kosmonauten German Stepanowitsch Titow (1935–2000) benannt, der mit dem Raumschiff Wostok 2 als zweiter Mensch die Erdumlaufbahn erreichte.